# لويس دوغلاس
لويس دوغلاس (بالإنجليزية: Louis Douglas)‏ هو عازف الجاز وراقص وممثل أمريكي، ولد في 14 مايو 1889 بفيلادلفيا في الولايات المتحدة، وتوفي في 19 مايو 1939 بنيويورك في الولايات المتحدة.

## وصلات خارجية
- لويس دوغلاس على موقع IMDb (الإنجليزية)
- لويس دوغلاس على موقع ميوزك برينز (الإنجليزية)
- لويس دوغلاس على موقع قاعدة بيانات برودواي على الإنترنت (الإنجليزية)
- لويس دوغلاس على موقع قاعدة بيانات الفيلم (الإنجليزية)
- لويس دوغلاس على موقع كينوبويسك (الروسية)